# Shirana Shahbazi
 (juin 2023).
 (juin 2023).
La mise en forme du texte ne suit pas les recommandations de Wikipédia : il faut le « wikifier ».
Les points d'amélioration suivants sont les cas les plus fréquents. Le détail des points à revoir est peut-être précisé sur la page de discussion.
- Les titres sont pré-formatés par le logiciel. Ils ne sont ni en capitales, ni en gras.
- Le texte ne doit pas être écrit en capitales (les noms de famille non plus), ni en gras, ni en italique, ni en « petit »…
- Le gras n'est utilisé que pour surligner le titre de l'article dans l'introduction, une seule fois.
- L'italique est rarement utilisé : mots en langue étrangère, titres d'œuvres, noms de bateaux, etc.
- Les citations ne sont pas en italique mais en corps de texte normal. Elles sont entourées par des guillemets français : « et ».
- Les listes à puces sont à éviter, des paragraphes rédigés étant largement préférés. Les tableaux sont à réserver à la présentation de données structurées (résultats, etc.).
- Les appels de note de bas de page (petits chiffres en exposant, introduits par l'outil «  Source ») sont à placer entre la fin de phrase et le point final[comme ça].
- Les liens internes (vers d'autres articles de Wikipédia) sont à choisir avec parcimonie. Créez des liens vers des articles approfondissant le sujet. Les termes génériques sans rapport avec le sujet sont à éviter, ainsi que les répétitions de liens vers un même terme.
- Les liens externes sont à placer uniquement dans une section « Liens externes », à la fin de l'article. Ces liens sont à choisir avec parcimonie suivant les règles définies. Si un lien sert de source à l'article, son insertion dans le texte est à faire par les notes de bas de page.
- La présentation des références doit suivre les conventions bibliographiques. Il est recommandé d'utiliser les modèles {{Ouvrage}}, {{Chapitre}}, {{Article}}, {{Lien web}} et/ou {{Bibliographie}}. Le mode d'édition visuel peut mettre en forme automatiquement les références.
- Insérer une infobox (cadre d'informations à droite) n'est pas obligatoire pour parachever la mise en page.

Pour une aide détaillée, merci de consulter Aide:Wikification.
Si vous pensez que ces points ont été résolus, vous pouvez retirer ce bandeau et améliorer la mise en forme d'un autre article.
Shirana Shahbazi est une photographe iranienne née à Téhéran en 1974.

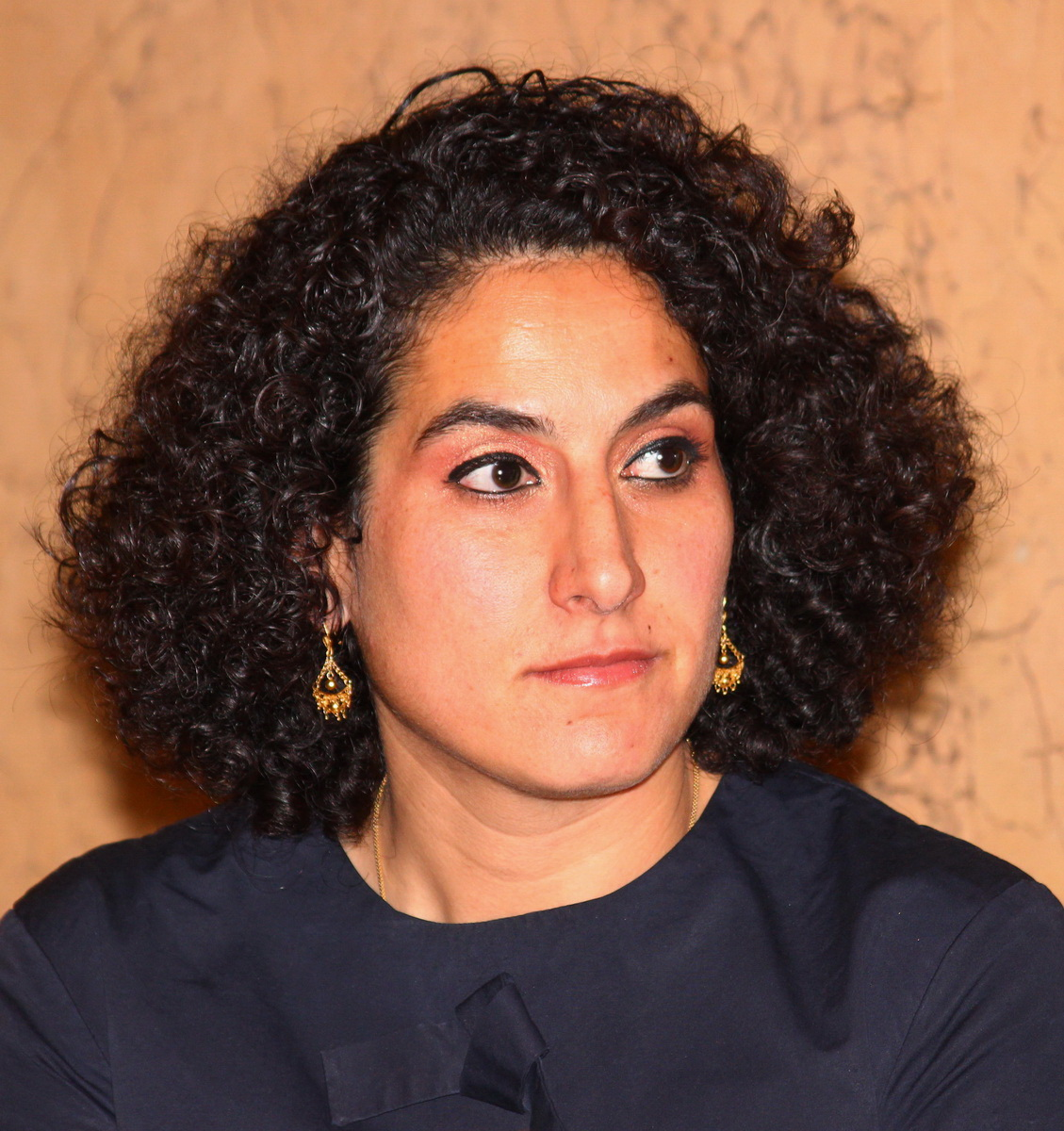
Shirana Shahbazi

## Biographie
En 1985, elle a émigré en Allemagne avec sa famille à l'âge de onze ans. Elle a étudié la photographie et le design à l'Université des sciences appliquées et Arts (en) à Dortmund de 1995 à 1997 puis à l'université des Arts de Zurich, avec la spécialité photographie de 1997 à 2000. Sa première série de photographies à succès se nomme Goftare Nik. Elle se compose de photographies de couleurs prises en Iran et a été publiée sous forme de livre en 2001 avec Hatje Cantz. Shirana Shahbazi a obtenu le Citibank Private Bank Prize en 2002. La même année, elle a réalisé et présenté une série de photographies en Suisse nommée The Garden. En 2003, au Venice Biennale, elle a présenté The Annunciation, une installation dans le pavillon central de la Biennale de Venise avec des murs peints par des peintres iraniens en partant des photographies de Shahbazi et d'un plafond de lys.

## Vie professionnelle
Elle fait partie d'un groupe d'artistes, Manuel Krebs, Tirdad Zolghadr (en) et elle-même, appelés Shahrzad. Présentée sous forme d'installation, sa série de photographie Meanwhile (2007), assemble des images de paysages du quotidien, de portraits et de natures mortes à partir de ses voyages à travers le monde. L'une de ses images a été agrandie à la taille d'une affiche par un artiste iranien spécialisé dans les panneaux d'affichage. D'autres photographies sont reproduites sous forme de peintures ou même de tapis. L'exposition Then Again (2012) au Fotomuseum Winterthur présente 18 œuvres de grand format. Les photographies de Shahbazi sont de véritables abstractions, ou plutôt une représentation de la réalité sous forme d'abstraction géométrique. Comme le souligne la critique, elles sont moins des photographies représentatives que de véritables objets, de véritables constructions. Continuant à travailler avec des méthodes photographiques analogiques, certaines des œuvres les plus récentes de Shabazi se présentent sous la forme de formes géométriques capturées sur des miroirs polis avec de fines pellicules de couleur.

## Expositions
Shahbazi est représentée par la Galerie Peter Kilchmann, à Zurich et son travail a été largement exposé dans le monde entier. Shabhazi a présenté ses œuvres au Swiss Institute de New York en 2007, à la Barbican Art Gallery de Londres en 2008, à l'exposition Monstera à la Kunsthalle de Berne, organisée par Fabrice Stroun et Tenzing Barshee, en 2014. L'artiste expose régulièrement depuis 1997, sa dernière exposition personnelle ayant eu lieu au Kunsthaus Hamburg, en Allemagne, en 2018. De nombreuses photographies font partie de la collection du Museum of Modern Art de New York.

## Récompense
Elle obtient en 2019 le prix suisse Meret Oppenheim.